# Niclas Kirkeløkke
Niclas Vest Kirkeløkke (født 26. marts 1994 i Ringe) er en dansk håndboldspiller. Han spillede for tyske Rhein-Neckar Löwen i Handball-Bundesliga, men er skiftet til SG Flensburg Handewitt i 2024/2025 sæsonen. Han spiller også for Danmarks herrehåndboldlandshold.
Kirkeløkke er venstrehåndet og spiller fortrinsvis højre back, men på landsholdet bruges han oftest som højre fløj.

## Karriere

### Klubhold
Kirkeløkke begyndte at spille håndbold i Risøhøj Håndbold, hvor han var aktiv i aldersklasserne U/6 til U/12. I 2006 sluttede han sig til GOG's ungdomshold. I sommeren 2013 rykkede han så for første gang ind på GOG's førstehold og optrådte i Håndboldligaen. 
I november 2018 underskrev han en toårig kontrakt med den tyske Bundesliga-klub Rhein-Neckar Löwen, med hvem han forlængede med i maj 2021.

### Landshold
Kirkeløkke havde mange succesrige år på de danske ungdomslandshold og var med U/18-EM i håndbold i Østrig 2012, hvor det danske hold vandt bronzemedaljer. Han blev efterfølgende, også udtaget til turneringens officielle All-Star hold. Et år senere vandt han så guld ved U/19-VM 2013 i Ungarn, hvor han igen kom på turneringens All-Star hold.
Han fik officiel debut på det danske A-landshold den 3. november 2016, mod Holland i Brøndby-Hallen.
Han fik sin officielle slutrundebut for Danmark, ved VM i herrehåndbold 2017 i Frankrig og deltog ved den efterfølgende slutrunde i EM 2018 i Kroatien.
Han var også med i truppen, der vandt bronze ved EM 2022, guld ved VM 2023 og sølv ved EM 2024. Ved OL i Paris vandt Danmark først sin indledende pulje med lutter sejre. Efter snævre sejre over Sverige i kvartfinalen og Slovenien i semifinalen sikrede Danmark med Kirkeløkke sig guldet med en sikker sejr over Tyskland i finalen med 39-26.

## Privat
Han er desuden storebror til stregspilleren Sarah Kirkeløkke, der til dagligt spiller i Skanderborg Håndbold.